# Escuderia Mollerussa
L'Escuderia Mollerussa és una entitat esportiva catalana dedicada a l'automobilisme que fou fundada a Mollerussa, Pla d'Urgell, el 1987. Ha organitzat tota mena de proves d'autocròs, tant del Campionat de Catalunya com de l'estatal (entre d'altres, organitzà la primera cursa catalana puntuable per al Campionat d'Espanya). Ha esdevingut un planter de noves entitats esportives a la zona i ha donat peu al naixement entre d'altres de l'Escuderia Tàrrega, la WRCM de Cervera i la renascuda Escuderia Lleida.